# 天神社 (白井市)
天神社（てんじんじゃ）は、千葉県白井市にある神社である。旧社格は村社。 

## 概要

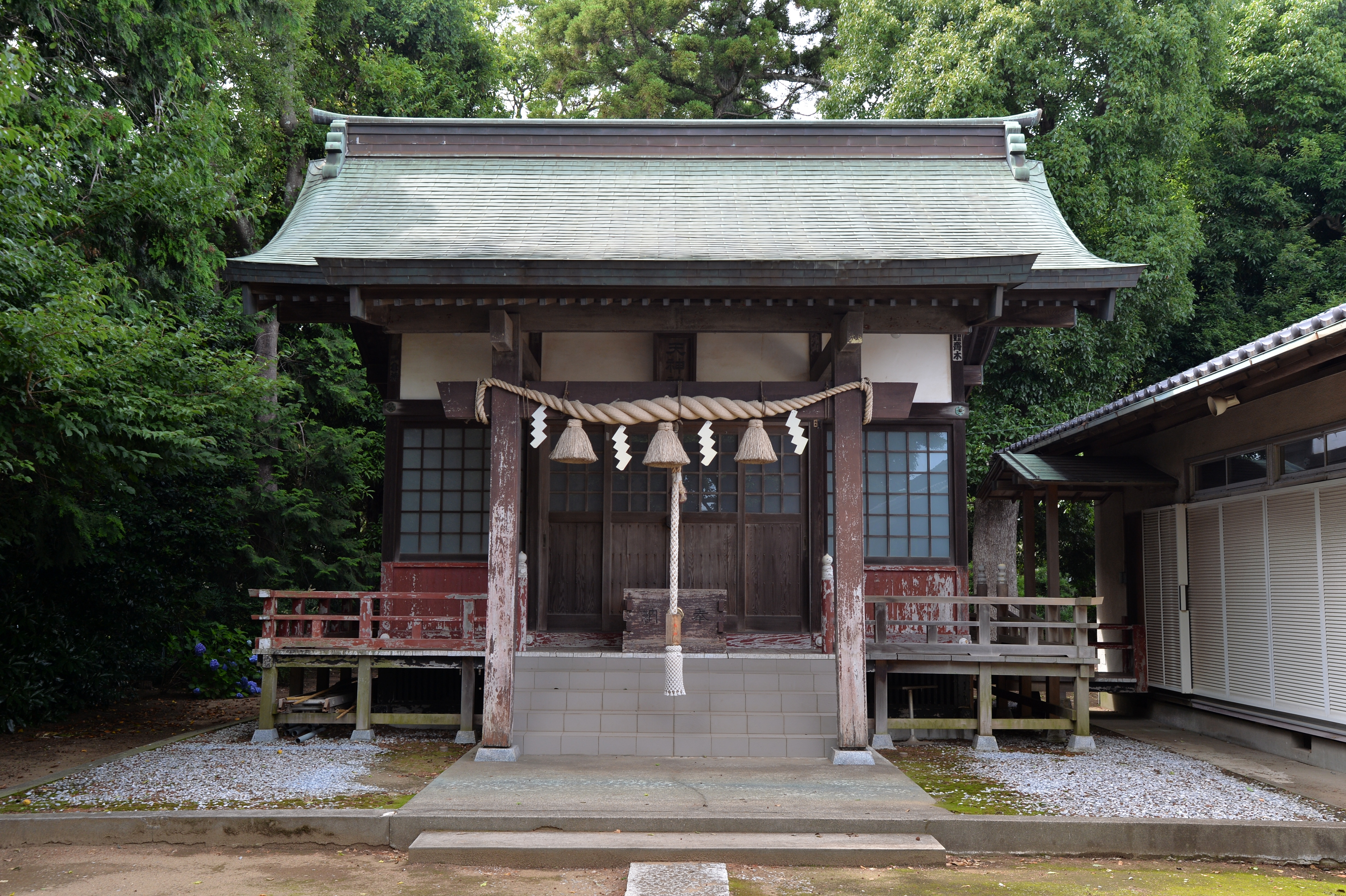
拝殿

- 境内
  - 本殿・幣殿・拝殿
  - 社務所

## 祭神
- 菅原道真公